# Nagajka

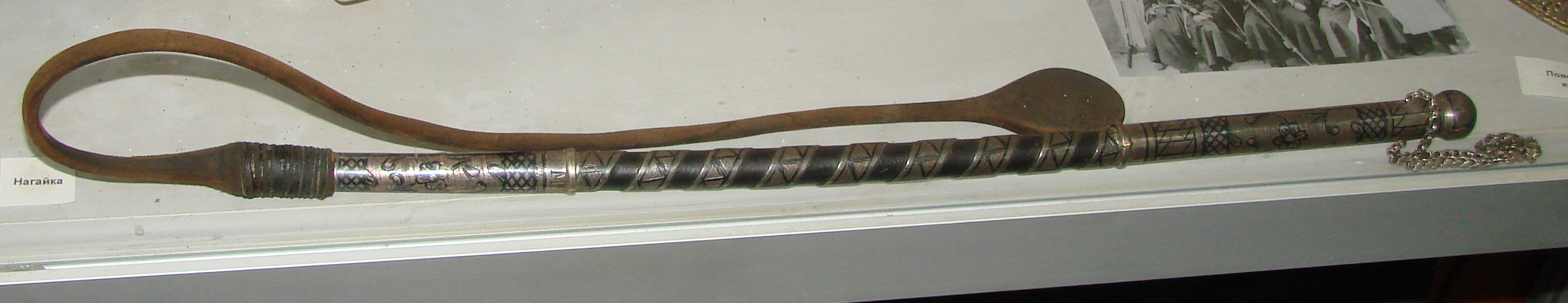
Nagajka

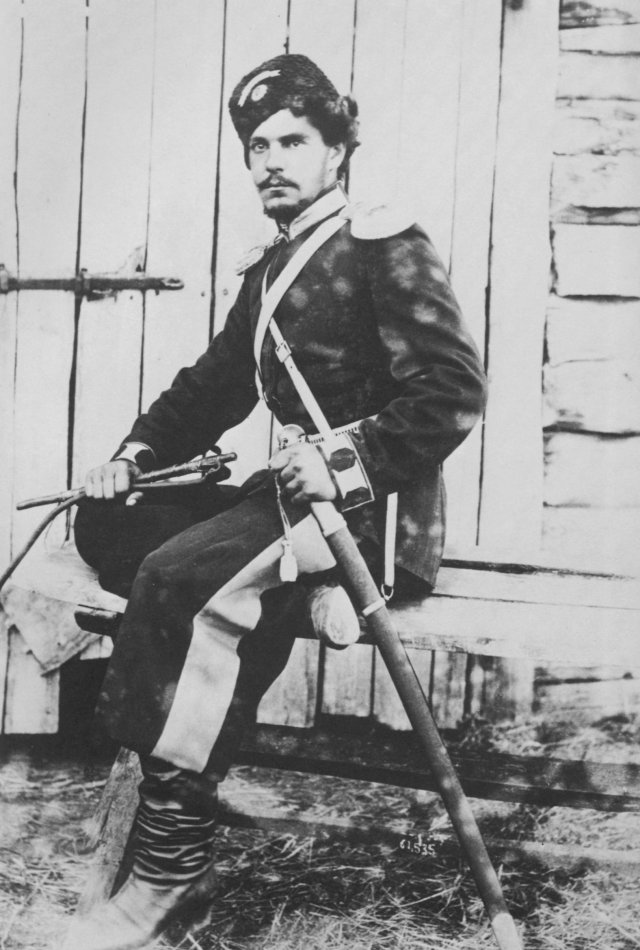
Orenburský kozák s nahajkou (2. pol. 19. stol.)

Nagajka (rusky нага́йка), česky též nahajka je krátký silný bič s kulatým držadlem užívaný kozáky, převzatý od Nogajců, odtud původní jméno nogajka nebo nogajský bič. Také se nazývá kamča z turkického slova kamci pro bič. Kamča jsou také nazývány kratší biče původem ze Střední Asie.
Starším českým synonymem je též knuta, případně kančuk.
Je spletena z pruhů kůže, na špici biče bývá kousek kovu.
Nagajka sloužila jezdci k povzbuzení koně. Kousek kovu sloužil pro obranu proti vlkům. Vladimir Dal ve Výkladovém slovníku živého ruského jazyka uvádí pro nagajku alternativní název volkoboj (волкобой).